# Рагби репрезентација Данске
Рагби репрезентација Данске је рагби јунион тим који представља Краљевину Данску у овом екипном спорту. Репрезентација Данске у рагбију, такмичи се у дивизији 2Ц купа европских нација У Данској има 30 рагби клубова и око 3000 регистрованих рагбиста. Рагби савез Данске основан је 1950., а прикључио се светској рагби федерацији 1988. Први званичан меч рагбисти Данске одиграли су 1949., против Шведске и резултат је био 6-0 у корист Швеђана. Најубедљивију победу Данци су остварили над Финском 1987., резултат је био 10-10. Најтежи пораз данским рагбистима, нанела је репрезентација Русије 2000., резултат је био 104-7. Рагби се у Данској игра од 1931.